# زار (ویرجینیای غربی)
زار (به انگلیسی: Czar) یک منطقهٔ مسکونی در ایالات متحده آمریکا است که در شهرستان رندولف، ویرجینیای غربی واقع شده‌است.